# Tylko ty (film 1994)
Tylko ty (ang. Only You) – amerykańska komedia romantyczna z 1994 roku w reżyserii Normana Jewisona.

## Obsada
- Marisa Tomei – Faith Kovács
- Robert Downey Jr. – Peter Wright/Damon Bradley
- Bonnie Hunt – Kate Kovács
- Joaquim de Almeida – Giovanni
- Fisher Stevens – Larry Kovács
- Billy Zane – Harry/fałszywy Damon Bradley

## Produkcja
Zdjęcia kręcono w Pittsburghu, San Gimignano (prowincja Siena), Positano (prowincja Salerno), Wenecji i Rzymie.